# Journal of Biomedical Informatics
Journal of Biomedical Informatics (укр. Журнал біомедичної інформатики) — це рецензований науковий журнал, який висвітлює дослідження в галузі медичної інформатики або в галузі трансляційної біоінформатики. Статті є у вільному доступі через 12 місяців після публікації. Автори можуть доплатити за негайний відкритий доступ під час публікації. Журнал був заснований Гомером Ворнером у 1967 році під назвою «Комп'ютери та біомедичні дослідження» (англ. Computers and Biomedical Research) і був перейменований, починаючи з 34-го тому в 2001 році, коли він був перероблений під керівництвом нинішнього головного редактора Едварда Шортліффа.
Журнал індексується у Biological Abstracts, BIOSIS Previews, CSA Life Sciences Abstracts, Current Contents/Clinical Medicine, EMBASE, Compendex, Inspec, MEDLINE, PASCAL, PubMed, Science Citation Index та Scopus. Журнал має імпакт-фактор 2131